# ソルトーン卿
ソルトーン卿（英語: Lord Saltoun）は、スコットランド貴族のロード・オヴ・パーラメント。
1445年にローレンス・アバーネシーが叙されたのに始まる。男子なき場合の女系継承が可能であり、女系継承によりアバーネシー家からフレイザー家に移った。2016年現在の当主は21代ソルトーン女卿フローラ・フレイザーである。

## 歴史

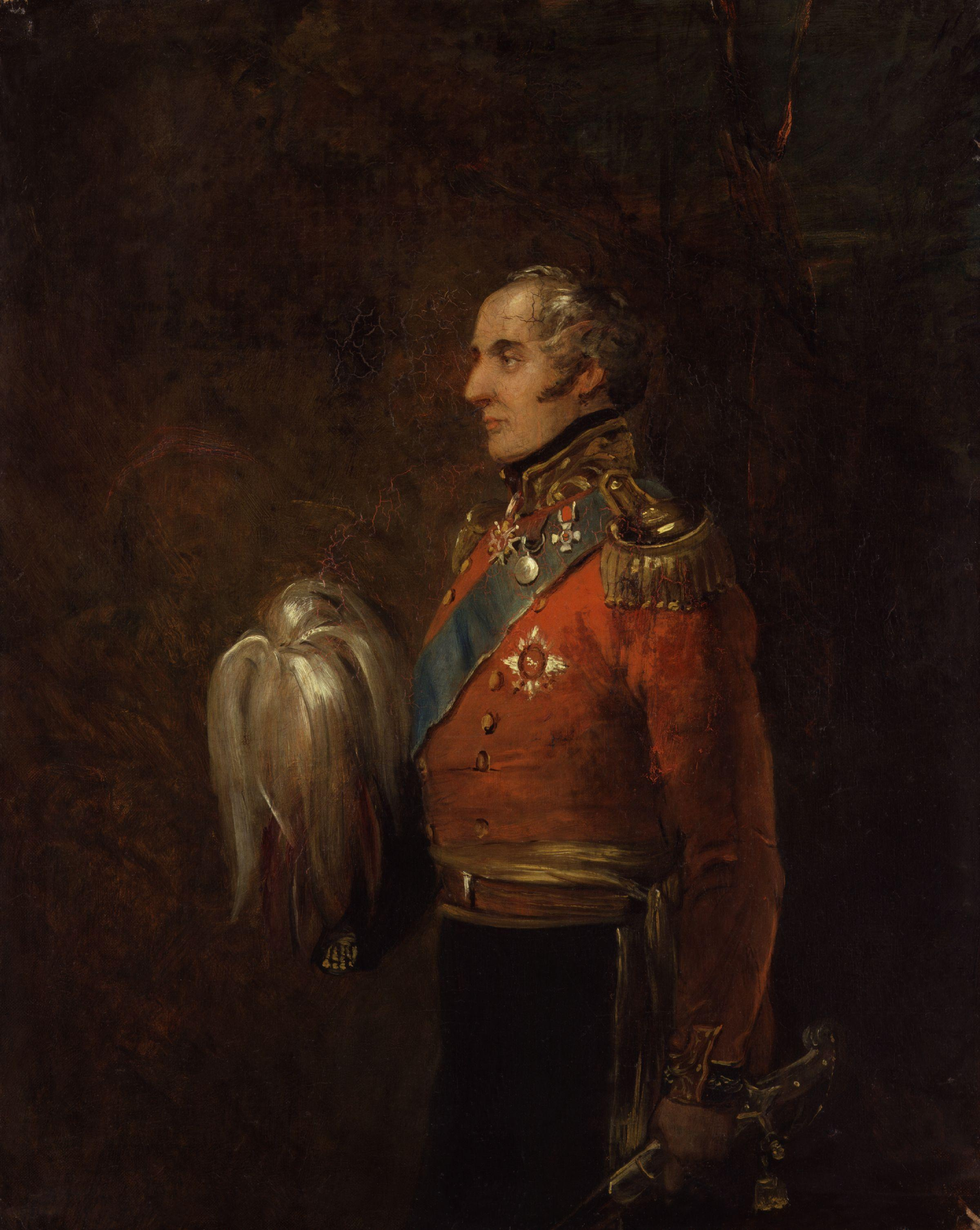
17代ソルトーン卿アレグザンダー・フレイザー陸軍中将

ローレンス・アバーネシー(1400–1460)が、1445年6月28日にスコットランド貴族爵位アバーネシーのソルトーン卿(Lord Saltoun of Abernethy)に叙せられたのに始まる。
以降同爵位はアバーネシー家の男子によって9代にわたって継承されたが、9代卿アレグザンダー・アバーネシー(1611–1668)が子供無く死去したことにより、その妹マーガレット・アバーネシー(1609–1669)に最初の女系継承が行われた（10代女卿）。しかし彼女も子供無く死去したため、7代卿ジョージ・アバーネシー(1555–1590)に遡っての女系の分流アレグザンダー・フレイザー(1604–1693)が11代卿を継承した。以降はフレイザー氏族族長の家系であるフレイザー家によって継承されていく。
17代卿アレグザンダー・フレイザー(1785–1853)は中将まで昇進した陸軍軍人であり、ナポレオン戦争やアヘン戦争で指揮官を務めた。
17代卿、18代卿アレクザンダー・フレイザー(1820–1886)、19代卿アレグザンダー・フレイザー(1851–1933)、20代卿アレグザンダー・フレイザー(1886–1979)の4代はスコットランド貴族の貴族代表議員に選出されてトーリー党・保守党に所属する貴族院議員を務めた。また19代卿と20代卿はフリーメイソンのスコットランド・グランドロッジで最高指導者グランドマスターも務めている。
20代卿の唯一の男子は第二次世界大戦で戦死したため、20代卿の死去に際して娘のフローラ・フレイザー(1930-)に女系継承が行われた（21代女卿）。2016年現在も彼女が当主である。彼女は1999年の貴族院改革で世襲貴族が92議席を残して議席抹消された後も世襲貴族議員枠に選び残されて貴族院議員を続けている。

## ソルトーン卿 (1445年)
- 初代ソルトーン卿ローレンス・アバーネシー (1400–1460)
- 2代ソルトーン卿ウィリアム・アバーネシー (-1488)
- 3代ソルトーン卿ジェイムズ・アバーネシー (-1505)
- 4代ソルトーン卿アレグザンダー・アバーネシー (-1527)
- 5代ソルトーン卿ウィリアム・アバーネシー (-1543)
- 6代ソルトーン卿アレグザンダー・アバーネシー (-1587)
- 7代ソルトーン卿ジョージ・アバーネシー (1555–1590)
- 8代ソルトーン卿ジョン・アバーネシー (1578–1612)
- 9代ソルトーン卿アレグザンダー・アバーネシー (1611–1668)
- 10代ソルトーン女卿マーガレット・アバーネシー (1609–1669)
- 11代ソルトーン卿アレグザンダー・フレイザー（英語版） (1604–1693)
- 12代ソルトーン卿ウィリアム・フレイザー（英語版） (1654–1715)
- 13代ソルトーン卿アレグザンダー・フレイザー (1684–1748)
- 14代ソルトーン卿アレグザンダー・フレイザー（英語版） (1710–1751)
- 15代ソルトーン卿ジョージ・フレイザー (1720–1781)
- 16代ソルトーン卿アレグザンダー・フレイザー (1758–1793)
- 17代ソルトーン卿アレグザンダー・ジョージ・フレイザー (1785–1853)
- 18代ソルトーン卿アレクザンダー・フレイザー (1820–1886)
- 19代ソルトーン卿アレグザンダー・ウィリアム・フレデリック・フレイザー (1851–1933)
- 20代ソルトーン卿アレグザンダー・アーサー・フレイザー (1886–1979)
- 21代ソルトーン女卿フローラ・マージョリー・フレイザー（英語版）(1930-）
  - 推定相続人は現当主の娘ミストレス・オブ・ソルトーン(儀礼称号)キャサリン・イングリッド・メアリー・イザベル・フレイザー（英語版） (1957-)